# بابيت بيتر
بابيت بيتر (بالألمانية: Babett Peter)‏ (المولودة 12 مايو 1988) لاعبة كرة قدم ألمانية تعلب حاليًا مع نادي فولفسبورغ الألماني والمنتخب الألماني في مركز الدفاع.

## المسيرة الدولية
لعبت بابيت أول مباراة لها مع المنتخب الألماني في مارس من عام 2006 ضد المنتخب الفنلندي. كانت جزءًا من التشكيلة الذي تُوجت بلقب بطولة كأس العالم للسيدات 2007 إلا أنها لم تشارك في أي من المباريات. بعد عام من ذلك، فازت بالميدالية البرونزية في الألعاب الأولمبية الصيفية 2008 حيث أصبحت لاعبة أساسية للمنتخب في مرحلة خروج المغلوب.

## روابط خارجية
- بابيت بيتر على موقع الاتحاد الدولي (مؤرشف)  (الإنجليزية)
- بابيت بيتر على موقع الاتحاد الأوربي (الإنجليزية)
- بابيت بيتر على موقع قاعدة بيانات كرة القدم.إي يو (الإنجليزية)
- بابيت بيتر على موقع Soccerway.com (الإنجليزية)
- بابيت بيتر على موقع عالم كرة القدم.نت (الإنجليزية)
- بابيت بيتر على موقع كووورة
- بابيت بيتر على موقع اللجنة الأولمبية الدولية (الإنجليزية)
- بابيت بيتر على موقع أوليمبيديا (الإنجليزية)
- بابيت بيتر على موقع اللجنة الأولمبية الألمانية (الألمانية)